# ليو (شخصية تيكن)
ليو (باليابانية: レオ، بالروماجي: Reo)، (الاسم الكامل إليونور كليسين (باليابانية: エレオノール・クリーゼン، بالروماجي: Ereonōru Kurīzen))، كانت فرداُ من عائلة موهوبة. كان والدها متخصص عالمياً في المغاور، في حين كانت والدتها تعمل كتنفيذية في جي كوربوريشن. على الرغم من اختفاء والد ليو أثناء اكتشافه حينما كانت صغيرة، إلا أنها أرادت اتباع أعراف عائلتها وتصير مثل والدها. امتلكت ليو حساً قوياً بالشخصية، بفضل تنشئتها السليمة. كانت حياتها سعيدة وهادئة نسبياً إلى أتى أحد الأيام حين قُتلت والدتها على يد مجرم غير معروف. محبطة وممتلئة بالحزن، صارت ليو غاضبة عندما أغلقت الشرطة قضية والدتها بسرعة وبدون توضيحات. نذرت ليو على أن تعرف الحقيقة. خلال تحقيقها، كان مالك جي كوربوريشن، كازويا ميشيما، شخصاً مثيراً للشكوك. اشتهرت جي كوربوريشن خلال الحرب كبطلة العالم، مما جعل الأمر صعباً على ليو للاقتراب من كازويا، وبدا الأمر وكأن سعي ليو قد وصل إلى طريق مسدود لايمكن تخطيه. كان ذلك في الوقت الذي أعلنت فيه ميشيما زايباتسو عن بدء بطولة ملك القبضة الحديدية 6. علمت ليو أن كازويا ميشيما سوف يشارك في البطولة. بعد أن أدركت أن البطولة قد تكون فرصتها الوحيدة للانتقام من كازويا، قررت ليو المشاركة في البطولة.
حتى كشف كاتسوهيرو هارادا عن اسم ليو الكامل وجنسها في العرض الأول لتيكين : الثأر في كولونيا، تُرك جنسها غامضاً حتى أن في اللعبة ذاتها، كان يشار إلى ليو فقط بالاسم والمصطلحات المحايدة جنسياً ولاتملك أي لباس يكشف عن أي جزء من صدرها.

## وصلات خارجية
- تيكن ويكي
- تيكنبيديا الإنجليزية نسخة محفوظة 3 نوفمبر 2013 على موقع واي باك مشين.